# جورج وود (لاعب كريكت بريطاني)
جورج وود (18 نوفمبر 1862 - 4 ديسمبر 1948) (بالإنجليزية: George Wood)‏ هو لاعب كريكت بريطاني (وحمل سابقاً جنسية المملكة المتحدة لبريطانيا العظمى وأيرلندا).